# Sarakib
Sarakib (arab. ‏سراقب‎) – miasto w północno-zachodniej Syrii, w muhafazie Idlibu. W spisie z 2004 roku liczyło 32 495 mieszkańców.

## Historia

Drogi M4 i M5 na mapie regionu

26 lutego 1959 miasto odwiedził egipski prezydent Gamal Abdel Naser i wygłosił przemówienie, w którym chwalił ideę Zjednoczonej Republiki Arabskiej. 

### Wojna w Syrii
Sarakib jest ważnym węzłem drogowym, gdzie łączą się drogi M4 (prowadząca do Latakii) i M5 (do Aleppo), stąd miasto nabrało istotnego znaczenia w toczącym się w Syrii konflikcie.
Walki z uzbrojonymi grupami rebeliantów w Sarakibie odnotowano w lutym i marcu 2012 roku. 2 listopada 2012 Sarakib został zdobyty przez oddziały Liwa Sukur asz-Szam i Dżabhat an-Nusra, które zniszczyły posterunek syryjskiej armii znajdujący się przy wjeździe do miasta.
W styczniu 2017 roku miasto przejął Ahrar asz-Szam. W lipcu tegoż roku, w czasie starć pomiędzy islamistami, Sarakib znalazł się pod kontrolą Hajat Tahrir asz-Szam (HTS), czyli wcześniejszego Dżabhat an-Nusra. Odtąd Sarakib był też ważnym ośrodkiem działalności agitatorów Al-Ka’idy.
3 lutego 2018 terroryści zestrzelili nad Sarakibem rosyjski samolot wojskowy. Pilot Roman Filipow (odznaczony pośmiertnie tytułem Bohatera Federacji Rosyjskiej) zdołał opuścić spadającą maszynę, lecz potem poległ w walce z terrorystami.
Siły Zbrojne Syrii odbiły Sarakib 6 lutego 2020, 27 lutego musiały się z niego wycofać, po czym ponownie odzyskały to miasto 2 marca 2020. Aby zapobiec dalszym atakom bojowników lub wspierającej ich Turcji, w Sarakibie rozlokował się pododdział rosyjskiej żandarmerii wojskowej.
29 listopada 2024 wobec odwrotu lojalistów miasto zostało ponownie zajęte przez HTS.